# Уолтем (тауншип, Миннесота)
Уо́лтем (англ. Waltham) — тауншип в округе Моуэр, Миннесота, США. На 2000 год его население составило 416 человек.

## География
По данным Бюро переписи населения США площадь тауншипа составляет 93,0 км², из которых 93,0 км² занимает суша, водоёмов нет.

## Демография
По данным переписи населения 2000 года здесь находились 416 человек, 146 домохозяйств и 117 семей.  Плотность населения —  4,5 чел./км².  На территории тауншипа расположено 150 построек со средней плотностью 1,6 построек на один квадратный километр. Расовый состав населения: 98,56 % белых, 0,48 % азиатов, 0,96 % — других рас США. Испанцы или латиноамериканцы любой расы составляли 1,20 % от популяции тауншипа.
Из 146 домохозяйств в 35,6 % воспитывались дети до 18 лет, в 68,5 % проживали супружеские пары, в 4,1 % проживали незамужние женщины и в 19,2 % домохозяйств проживали несемейные люди. 13,0 % домохозяйств состояли из одного человека, при том 8,2 % из — одиноких пожилых людей старше 65 лет. Средний размер домохозяйства — 2,85, а семьи — 3,15 человека.
27,6 % населения — младше 18 лет, 7,5 % — в возрасте от 18 до 24 лет, 26,7 % — от 25 до 44, 22,8 % — от 45 до 64, и 15,4 % — старше 65 лет. Средний возраст — 39 лет. На каждые 100 женщин приходилось 108,0 мужчин.  На каждые 100 женщин старше 18 приходилось 118,1 мужчин.
Средний годовой доход домохозяйства составлял 47 500 долларов, а средний годовой доход семьи —  49 643 доллара. Средний доход мужчин —  28 611  долларов, в то время как у женщин — 23 889. Доход на душу населения составил 16 228 долларов. За чертой бедности находились 4,2 % семей и 6,0 % всего населения тауншипа, из которых 4,3 % младше 18 и 8,3 % старше 65 лет.